# برموتری‌فلوئورومتان
برموتری‌فلوئورومتان (به انگلیسی: Bromotrifluoromethane) یک ترکیب شیمیایی با شناسه پاب‌کم ۶۳۸۴ است. شکل ظاهری این ترکیب، گاز بی‌رنگ است.برموتری‌فلوئورومتان دارای فرمول CBrF3 است.